# Слави Сталев
Слави Сталев (роден на 28 февруари 1994 г.) е български футболист, защитник, който играе за отбора на Добруджа (Добрич).

## Кариера
Сталев е юноша на Черно море. Дебютира за „моряците“ в А група на 19 май 2012 г., когато влиза като резерва при победа с 3:1 над Светкавица (Търговище).